# Erreway: 4 caminos
Erreway: 4 caminos  è un film del 2004 diretto da Ezequiel Crupnicoff.
È lo spin-off di Rebelde Way, gli interpreti sono i membri del gruppo Erreway, composto da Benjamín Rojas, Camila Bordonaba, Felipe Colombo e Luisana Lopilato.

## Trama
Quattro adolescenti si uniscono all'insegna della musica, dell'amore e dell'amicizia, ingredienti indispensabili per il viaggio che compiono in Argentina.
Alla fine della scuola nella "Elite Way School", lasciano la vita comoda per Ciudad, una casa discografica di Buenos Aires, e decidono di seguire insieme la strada che li condurrà alla realizzazione dei loro sogni. In questo modo, Mia, Marizza, Pablo, Manuel e Benito, il loro manager, sognano paesaggi e personaggi di ogni genere e vivono la vita che avevano sempre desiderato. Grandi avventure  amorose con Pablo e Marizza, che nonostante i litigi, riescono a fidanzarsi, e di Mia e Manuel, che avranno una figlia di nome Candela.
Si scopre che Mia è malata di un tumore aggressivo ai polmoni, e ha pochi mesi di vita.
Nel finale, Candela da grande, parla della madre che è morta pochi anni dopo aver scoperto di avere il tumore.
Candela adulta, diventerà una stella del rock.

## Colonna sonora
Il giorno dopo l'uscita del film venne pubblicato il nuovo album degli Erreway chiamato Memoria contenente le canzoni usate nel film più delle nuove:
- Solo se
- Asignatura pendiente
- Bandera blanca
- Vivo como vivo
- De aqui de alla
- Memoria
- No hay que llorar
- Dame
- Manana habra
- Perdiendo ganado
- Que se siente

## Erreway nelle altre telenovelas
Molte canzoni degli Erreway sono usate in molte altre telenovelas di Cris Morena:
No estes seguro nei momenti di dubbio, Que se siente, Mañana habra, No Hay Que Llorar nella telenovela Flor - Speciale come te, Mi vida nei Teen Angels,  Mañana Habrá cantata da Benjamín Rojas, il protagonista della sitcom Jake & Blake.